# Erzspitznatter
Die Erzspitznatter (Oxybelis aeneus), auch Erzspitzschlange genannt, ist eine Schlangenart aus der Familie der Nattern und zählt zur Gattung der Spitznattern (Oxybelis).

## Merkmale
Die Erzspitznatter besitzt einen schlanken, peitschenartigen Körperbau mit langem Schwanz und erreicht eine Gesamtlänge von 150 cm, selten bis 190 cm. Der Kopf ist länglich und setzt sich mehr oder weniger deutlich vom Hals ab. Die Schnauze ist schmal und scharfkantig. Die Augen sind relativ groß und besitzen eine bei Lichteinfall runde Pupille. Sie stehen seitlich des Kopfes und ermöglichen der Schlange, Bereiche ober- und unterhalb zu überblicken.
Oxybelis aeneus besitzt einen Giftapparat, der aus Giftdrüsen (modifizierte Speicheldrüsen), Giftkanal und im hinteren Oberkiefer befindlichen, unbeweglichen Fangzähnen besteht (opistoglyphe Zahnstellung). Beim Menschen ist die Giftwirkung auf lokale Effekte beschränkt (leichte Schmerzen, Ödem, Erythem, Parästhesien).

### Färbung
Der Körper ist variabel gefärbt. Die Grundfärbung reicht von glänzend gelblich-grau bis rötlich-braun. Am Kopf zeigt sich entlang der Seiten ein dunkler Schläfenstreifen, der durch das Auge verläuft. Kehle, Hals, Ober- und Unterlippenschilde sowie die Bauchseite weisen eine weißliche und zumeist rötlich gepuderte Färbung auf. Ein feiner, dunkler Streifen kann entlang der Flanken am Rand der Bauchschilde verlaufen. Die Bauchseite ist gegebenenfalls durch eine helle Mittellinie  gezeichnet. Darüber hinaus sind der Rücken und die Körperseiten einfarbig oder durch braune oder schwarze Flecken gekennzeichnet.

### Pholidose
Die Schlangenbeschuppung zeigt folgende Merkmale:
- einige Kopfschilde mit der langgestreckten Kopfform entsprechender Modifikation,
- 1 Rostralschild (Scutum rostrale),
- 2 Internasalia (Scuta internalasia),
- 2 Präfrontalia (Scuta praefrontalia),
- 1 Frontalschild (Scutum frontale),
- Augenschilde (Scuta ocularia): 2 Oberaugenschilde (Scuta supraocularia), 1 Vorderaugenschild (Scutum praeoculare), 2 oder 3 Hinteraugenschilde (Scuta postocularia),
- 2 Scheitelschilde (Scuta parietalia),
- 8 bis 9 Oberlippenschilde (Scuta supralabialia), das 4., 5. und 6. an den Augenunterrand stoßend,
- 8 bis 10 Unterlippenschilde (Scuta sublabialia), das 4. am größten,
- keine Loreale (Scutum loreale),
- zumeist 17 Reihen Rückenschuppen (Scuta dorsalia), die entweder glatt oder schwach gekielt (ohne apikale Grübchen) sind,
- 174 bis 200 Bauchschilde (Scuta ventralia),
- 150 bis 198 Unterschwanzschilde (Scuta subcaudalia),
- 1 ungeteiltes Analschild (Scutum anale).

## Verbreitung
Oxybelis aeneus kommt vom südlichen Arizona (USA) südwärts in weiten Teilen Nord-, Zentral- und Südamerikas vor (Belize, Bolivien, Brasilien, Costa Rica, Ecuador, El Salvador, Französisch-Guyana, Guatemala, Guyana, Honduras, Kolumbien, Mexiko, Nicaragua, Panama, Peru, Surinam, Trinidad und Tobago einschließlich Huevos, USA, Venezuela). Das Verbreitungsgebiet erstreckt sich Nord-Süd-wärts über 9.000 km und nimmt eine geschätzte Fläche von 15 mio km2 ein. Somit zählt die Art zu den Schlangenspezies mit dem größten Verbreitungsgebiet. Sie kann von Meeresspiegelhöhe bis in 2500 Metern Höhe angetroffen werden. Die besiedelten Habitate zeichnen sich stets durch Baum- und Buschbestände aus. Konkret können als Lebensräume zumeist gewässernahe Galeriewälder, Wald- und Buschland in Arealen mit semiaridem und aridem Klima sowie feuchte bis tropische Wälder und Savannen angegeben werden. Ferner tritt Oxybelis aeneus gelegentlich als Kulturfolger in der Nähe menschlicher Behausungen auf. Die Art kann häufig angetroffen werden.

## Lebensweise

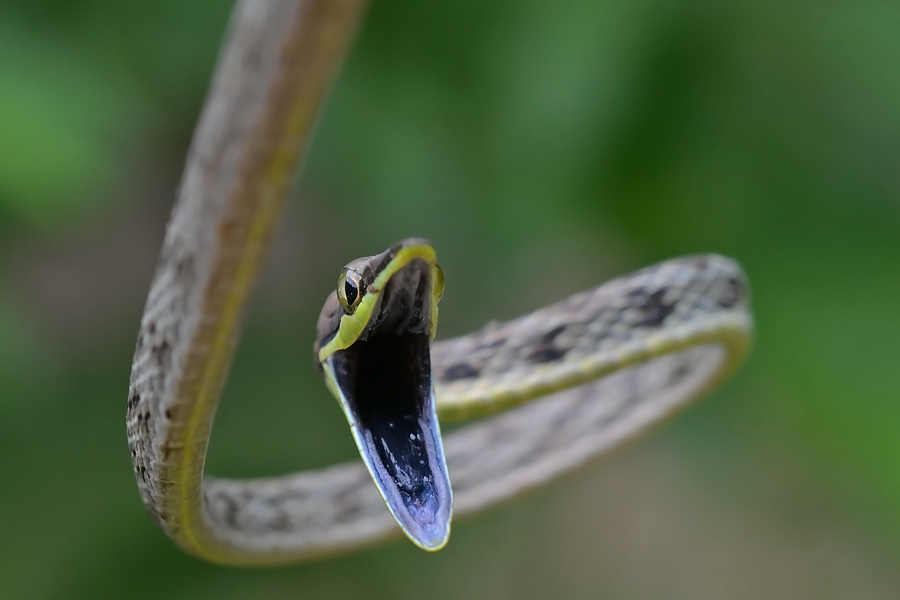
Oxybelis aeneus, Verteidigungsposition

Die Erzspitznatter führt eine weitestgehend arboreale (baumbewohnende) sowie tag-, teilweise auch nachtaktive Lebensweise. Die Hauptaktivitätsphasen erstrecken sich über den frühen Morgen und späten Nachmittag. Bei der Nahrungssuche bewegt sie sich flink kletternd im Geäst fort, wobei sie rasch zwischen verschiedenen Bäumen und Sträuchern gleitet. Auch auf dem Boden kann sich die Erzspitznatter schnell fortbewegen. In Belize wurde beobachtet, dass sich Individuen der Art tagsüber zumeist in einer Höhe von circa 1,5 m aufhalten, während sie nachts in eine Höhe von etwa 2,9 m steigen. Dies wird einerseits als Schutzverhalten interpretiert, andererseits halten sich bevorzugte Beutetiere in derselben Höhe auf. Zum Beutespektrum der Schlange zählen in erster Linie Echsen sowie gelegentlich Froschlurche und kleine Vögel wie Kolibris. Einige Autoren geben ferner Kleinsäuger und Insekten als Beutetiere an. Die Beute wird durch das Giftsekret immobilisiert.
Wird sie gestört, verlässt sich die Schlange oftmals auf ihre Tarnung. Sie verharrt regungslos, durch den schlanken Körperbau und die Färbung hebt sie sich kaum vom umgebenden Geäst ab. Bei Provokation legt Oxybelis aeneus den Vorderkörper in S-förmige Schlingen und sperrt das Maul weit auf. Dennoch beißt sie nur selten zu. Weiterhin kann bei Erregung ein übelriechendes Wehrsekret aus den Afterdrüsen ausgeschieden werden.
Die Fortpflanzung von Oxybelis aeneus erfolgt durch Oviparie, also eierlegend. Die Paarungszeit variiert innerhalb des Verbreitungsgebiets. Sie erstreckt sich in Arizona über das Frühjahr. Die Eiablage erfolgt im späten Frühling oder Frühsommer. Ein Gelege umfasst zwischen drei und sechs Eier. Die Eier messen 5,1 bis 6,4 cm in der Länge.

## Systematik

### Erstbeschreibung
Die Erstbeschreibung der Art unter der Bezeichnung Dryinus aeneus erfolgte 1824 durch den deutschen Zoologen Johann Georg Wagler. Als Terra typica wird ein „Habitat in sylvis adjacentibus fluminis Solimöens, prope Ega“ angegeben, wobei Ega eine ursprüngliche Bezeichnung der Stadt Tefé (Amazonas, Brasilien) ist.

### Synonyme
Aufgrund der weiten Verbreitung, verschiedenartigen Lebensräumen und variablen Färbung wurde die Art mehrfach und unabhängig voneinander unter verschiedenen Bezeichnungen beschrieben. Die wichtigsten Synonyme sind:
- Dryinus aeneu Wagler 1824
- Coluber acuminatus Wied 1824
- Dryinus auratus Bell 1825
- Oxybelis aeneus Duméril & Bibron 1854
- Dryophis vittatus Girard 1854
- Dryiophis acuminata Cope 1878
- Oxybelis acuminatus Bocourt 1897
- Oxybelis argenteus Bocourt 1897
- Oxybelis microphthalmus Barbour & Amaral 1926
- Oxybelis potosiensis Taylor 1941

### Phylogenetik
In Anbetracht des großen Verbreitungsgebietes und der Vielzahl an Lebensräumen stellt sich die Frage nach dem taxonomischen Status der Art. In diesem Zusammenhang wurden molekularbiologische Untersuchungen mitochondrialer Gene (mtDNA: Cyt b (Cytochrom b), ND4 (NADH-Dehydrogenase-Untereinheit 4)) und nuklearer Gene (nDNA: cmos (Oocyte maturation factor), PRLR (Prolaktinrezeptor)) zentralamerikanischer Populationen durchgeführt und ausgewertet. Dabei wurde nach Bayesischer Inferenz und Maximum-Likelihood-Methode verfahren. Die Ergebnisse legen nahe, dass die Gattung Oxybelis während des Miozäns vor etwa 20,5 mya evolvierte und sich von der Schwestergattung Leptophis trennte. Bei Oxybelis aeneus handelt es sich vermutlich um einen Artenkomplex, dessen exakte phylogenetische Systematik ungeklärt ist. Der Artenkomplex entstand ursprünglich in Mittelamerika, von wo aus eine Ausbreitung nord- und südwärts stattfand. Eine evolutive Diversifikation der noch unklaren Abstammungslinien fand vermutlich während des Pliozäns statt. (Jadin et al., 2019)

## Etymologie
Die Gattungsbezeichnung „Oxybelis“ leitet sich vom griechischen „Oxy“ für „spitz“ und „belas“ für „Pfeil“ ab. Diese Bezeichnung lehnt an die langgestreckte Form des Kopfes an. Das Artepitheton „aenus“ entstammt dem lateinischen Terminus für „Bronze“ oder „Kupfer“ und bezieht sich auf die Körperfärbung des Holotypus der Art.